# 若桑みどり
若桑 みどり（わかくわ みどり、1935年11月10日 - 2007年10月3日）は、日本の美術史学者。千葉大学名誉教授。専門は西洋美術史・表象文化史・ジェンダー史・ジェンダー文化論。旧姓・山本。

## 来歴
東京に生まれた。山本政喜の二女。父・山本政喜は福岡県出身の英文学者・翻訳家である。兄は有斐閣の編集者だった山本阿母里、ロシア文学者の川端香男里。東京学芸大学教授だった哲学者の若桑毅は元夫。
玉川学園中学部・高等部を経て、1953年に東京都立駒場高等学校芸術科（後に東京都立芸術高等学校として分離独立するも閉校）を卒業。1958年東京藝術大学美術学部卒業。1960年同芸術学専攻科修了。1961年から1963年までイタリア政府給費留学生としてローマ大学に留学。東京藝術大学音楽学部教授を経て、1988年から千葉大学教養部、後に文学部史学科教授となる。2001年の退官後、千葉大学名誉教授。2001年から2007年まで川村学園女子大学教授。
2007年10月3日、虚血性心不全により東京都世田谷区の自宅にて死去。71歳没。
葬儀は世田谷区北沢のカトリック世田谷教会で行われた。喪主は長男で音楽家の若桑比織。

## 人物
- 西洋美術家としての専門はイコノロジーの方法を用いた、イタリアを中心とするルネッサンス、マニエリスム、バロック美術である。いち早くカラヴァッジオを取り上げた他、マニエリスム芸術を日本に紹介した功績は大きい。またミケランジェロによるシスティーナ礼拝堂フレスコ画の総合的解釈で知られる。代表的著作に『マニエリスム芸術論』、『光彩の芸術』、『象徴としての女性像』。
- 1990年代半ばからは、フェミニズムの立場にたった日本近代における視覚文化史研究にフィールドを拡げ、『戦争が作る女性像ー第二次世界大戦下の日本女性動員の視覚的プロパガンダ』、『皇后の肖像ー昭憲皇太后の表象と女性の国民化』などの一連の著作、論文を発表している。
- ジェンダー文化研究所を主宰し、文化のなかにおけるジェンダーについて研究を進めた。
- 政治活動としては2007年の東京都知事選において、「アサノと勝とう!女性勝手連」の結成を呼びかけ、浅野史郎の支援活動に携わった。

## 受賞歴
- 1980年　『寓意と象徴の女性像』（全集 美術のなかの裸婦 7巻）を中心とした業績でサントリー学芸賞[4]
- 1985年　『薔薇のイコノロジー』で芸術選奨文部大臣賞
- 1996年　イタリア共和国カヴァリエレ賞
- 2003年　紫綬褒章[5]
- 2004年　天正遣欧少年使節を描いた『クアトロ・ラガッツィ』で大佛次郎賞

## 著書

### 単著
- 『マニエリスム芸術論』（岩崎美術社, 1980年／ちくま学芸文庫, 1994年）
- 『薔薇のイコノロジー』（青土社, 1984年）
- 『女性画家列伝』（岩波書店［岩波新書］, 1985年）
- 『レット・イット・ビー』（主婦の友社, 1988年）
- 『風のイコノロジー』（主婦の友社, 1990年）
- 『都市のイコノロジー』（青土社, 1990年）
- 『ケーテ・コルヴィッツ』（彩樹社, 1993年）
- 『絵画を読む――イコノロジー入門』（日本放送出版協会［NHKブックス］, 1993年／ちくま学芸文庫, 2022年）
- 『イメージを読む――美術史入門』（筑摩書房［ちくまプリマーブックス］, 1993年／ちくま学芸文庫, 2005年）
- 『光彩の絵画――ミケランジェロのシスティーナ礼拝堂天井画の図像解釈学的研究』（哲学書房, 1993年）
- 『フィレンツェ』（「世界の都市の物語（13）」文藝春秋, 1994年／文春文庫, 1999年／講談社学術文庫, 2012年）
- 『戦争がつくる女性像――第二次世界大戦下の日本女性動員の視覚的プロパガンダ』（筑摩書房, 1995年／ちくま学芸文庫, 2000年）
- 『岩波近代日本の美術（2）隠された視線――浮世絵・洋画の女性裸体像』（岩波書店、1997年）
- 『象徴としての女性像――ジェンダー史から見た家父長制社会における女性表象』（筑摩書房, 2000年）
- 『イメージの歴史』（放送大学教育振興会, 2000年／ちくま学芸文庫, 2012年）
- 『皇后の肖像――昭憲皇太后の表象と女性の国民化』（筑摩書房, 2001年）
- 『お姫様とジェンダー――アニメで学ぶ男と女のジェンダー学入門』（筑摩書房［ちくま新書］, 2003年）
- 『クアトロ・ラガッツィ――天正少年使節と世界帝国』（集英社, 2003年／集英社文庫（上下）, 2008年）
- 『戦争とジェンダー――戦争を起こす男性同盟と平和を創るジェンダー理論』（大月書店, 2005年）
- 『聖母像の到来』（青土社, 2008年）

### 共著
- （萩原弘子）『もうひとつの絵画論――フェミニズムと芸術』（ウイメンズブックストア松香堂書店, 1991年）
- （佐藤忠良・中村雄二郎・小山清男）『遠近法の精神史――人間の眼は空間をどうとらえてきたか』（平凡社, 1992年）
- （宮台真司・姜尚中・水木しげる・中西新太郎・石坂啓・沢田竜夫・梅野正信）『戦争論妄想論』（教育史料出版会, 1999年）

### 共編著
- （三宅明正）『九人の語る戦争と人間』（大月書店, 1991年）
- （神吉敬三）『世界美術大全集西洋編16　バロック Ⅰ』 （小学館, 1994年）
- （皆川満寿美・加藤秀一・赤石千衣子）『「ジェンダー」の危機を超える！　徹底討論！バックラッシュ』（青弓社, 2006年）

### 監修
- 『甦るミケランジェロ――システィーナ礼拝堂』（日本テレビ放送網, 1987年）

### 翻訳
- アーノルド・ハウザー『マニエリスム――ルネサンスの危機と近代芸術の始源』（岩崎美術社（上中下）, 1970年）
- レナータ・ネグリ『現代の絵画（8）ボナールとナビ派』（平凡社, 1974年）
- D・レディグ『ミケランジェロ最終審判』（筑摩書房, 1976年）
- ピエール・デュ・コロンビエ『ミケランジェロ』（小学館, 1983年）
- マリオ・プラーツ『官能の庭――マニエリスム・エンブレム・バロック』（共訳、ありな書房、1992年、新版（4分冊）、2022年）
- ジョルジョ・デ・マルキス『アヴァンギャルド芸術論――アヴァンギャルドおよびネオ・アヴァンギャルド芸術入門』（現代企画室, 1992年）
- グラディス・S・ブリザード『親子で見る絵』（クレオ, 1992年）
- エルヴィン・パノフスキー『墓の彫刻――死に立ち向かった精神の様態』（哲学書房, 1996年）
- ミランダ・ブルース=ミットフォード『サイン・シンボル事典』（三省堂, 1997年）
- ブルース・ロートン『オノレ・ドーミエ――偉大なる漫画家』（大月書店, 1997年）

### 概念
- フェミニズムアート運動

### 人物
- 上野千鶴子